# Preddvor (plaats)
Preddvor is een plaats in Slovenië en maakt deel uit van de gemeente Preddvor in de NUTS-3-regio Gorenjska. De plaats telde 862 inwoners op 1 januari 2020.